# Делфтская школа живописи

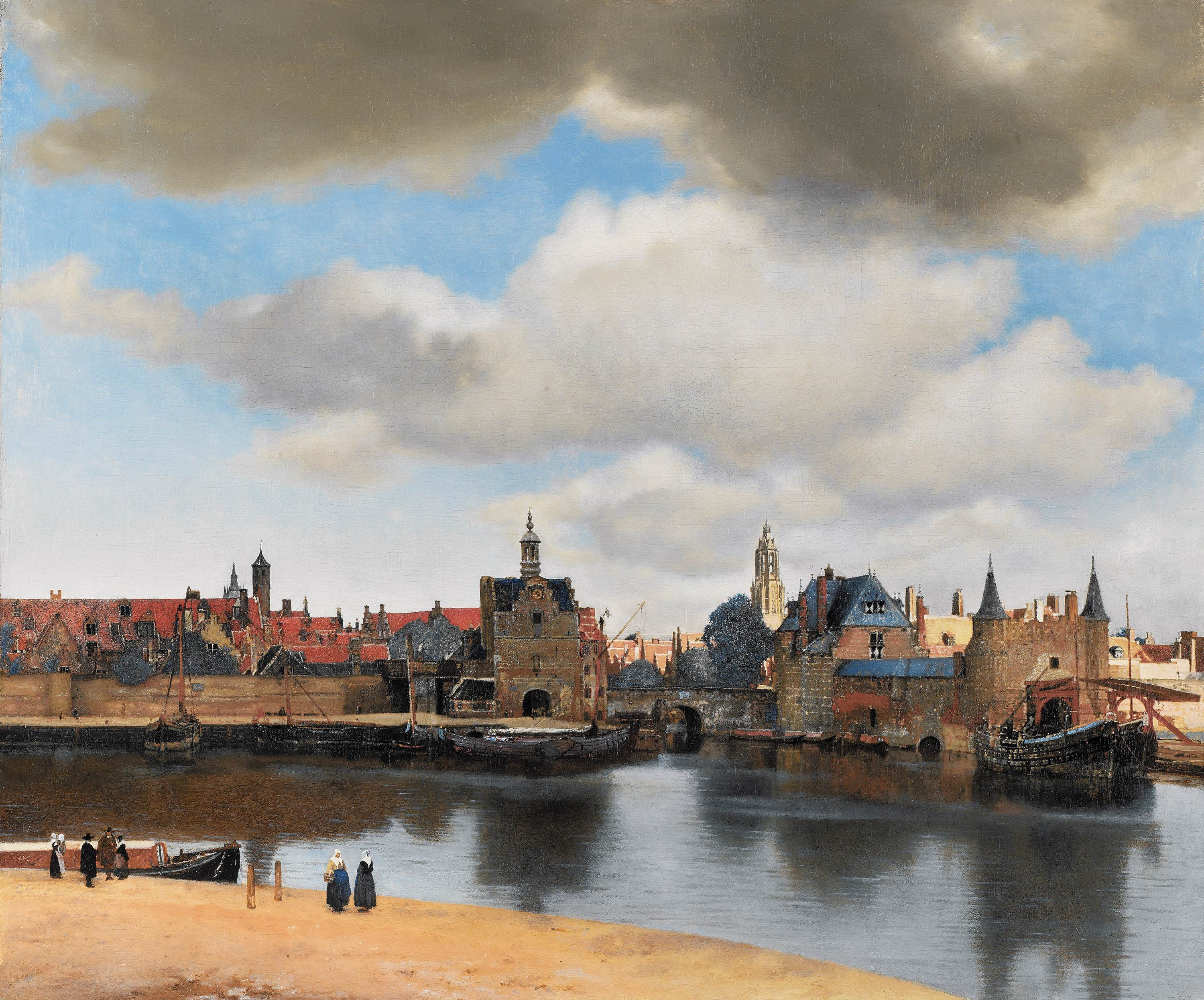
Ян Вермеер. Вид Делфта. 1660—1661. Холст, масло. Маурицхёйс, Гаага

Делфтская школа живописи — условное название группы нидерландских художников второй половины XVII века, живших, работавших и связанных с городом Делфт в Южной Голландии, в период золотого века голландской живописи. Для их творчества характерны бытовые и интерьерные сцены, а также интерес к проблемам композиции, колористическим эффектам и световоздушной среды картин, часто решаемым при помощи камеры-обскуры. Самым значительным представителем школы в настоящее время считается Ян Вермеер, при том что в конце XVII века никто из делфтских художников, кроме Михила ван Миривельта, не пользовался известностью за пределами города. Вопрос выделения Делфтской школы в самостоятельную школу живописи является в настоящее время (первые десятилетия XXI в.) дискуссионным. Проблеме определения этой школы была посвящена выставка «Вермеер и Делфтская школа» (Метрополитен-музей — Лондонская Национальная галерея), прошедшая в марте-сентябре 2001 года.

## История

### Золотой век голландской живописи
На конец XVI века — начало XVII века приходится период в истории Нидерландов, который получил в историографии название золотой век Голландии, когда республика Соединённых провинций достигла своего максимального расцвета в торговле, науке и искусстве. Это же время ознаменовалось наступлением самой выдающейся эпохи в художественной культуре страны, известной как золотой век голландской живописи. Наиболее распространенным и востребованным жанром в голландской живописи в 1640—1660-е годы был бытовой жанр, а работавшие в нём художники получили название «малые голландцы». Это связано как с небольшим форматом картин, так и с тем, что их интересы фокусировались на образах повседневности: «жизнь частного человека, мир городского дома, повседневный быт, проникнутый духом благосостояния, покоя, семейных забот и подчас поднимающийся до поэтического лиризма».
В Соединённых провинциях, получивших независимость от монарха Испании, преобладал протестантизм кальвинистского толка. Художники лишились церковных заказов и больше не могли исполнять работы для королевского двора. Основным потребителем произведений изобразительного искусства стали буржуа. Художники Нидерландов первыми в мире столкнулись с ситуацией, которая через несколько веков стала обыденной для деятелей искусства, — зависимостью от рынка и работой в свободной конкуренции с другими художниками. При этом рынок требовал всё больше произведений, так как в Нидерландах украшать жилище картинами было принято во всех слоях населения — от аристократии до крестьянства. Искусствоведы подсчитали, что в течение XVII века в Голландии было создано около пяти миллионов только живописных произведений. До нашего времени сохранилась лишь малая часть картин. Среди причин столь бурно возросшего интереса к живописи называются вложение излишков прибыли, в соответствии с кальвинистской моралью, не в предметы роскоши, а в произведения искусства; подражание французской и английской аристократии; рост национального самосознания и любовь к изображению реального окружающего мира. Картины имели невысокую цену, а в условиях постоянной конкуренции художникам необходимо было беспрерывно оттачивать профессиональные навыки. В большинстве своём они специализировались на каком-либо одном виде живописи.

### Делфт в период борьбы за независимость от Испании и в составе нового государства
Одним из признанных центров культуры в это время становится Делфт в Южной Голландии. Его политическое значение возросло на короткое время, когда в 1572 году Вильгельм Оранский, штатгальтер северной части Нидерландов, обосновался в местном монастыре Святой Агаты, получившем в связи с этим наименование Принсенхоф — «Двор принца». Вслед за штатгальтером в город переселились и представители новой элиты — те, кто поддерживал освободительное движение Нидерландов против Испании. После убийства Вильгельма (1584) дом Оранских переехал в Гаагу, но даже всего несколько лет присутствия штатгальтера и его двора в Делфте оказали благоприятное влияние на экономическое, а, вслед за ним, и культурное развитие города. Делфт, не имея выхода в море, тем не менее был связан с ним, а также с крупнейшими городами Семи провинций, а через них и с другими городами Европы, сетью каналов. В Делфте находилась одна из шести контор Голландской Ост-Индской компании и представительство Вест-Индской компании. Здесь процветали различные ремёсла, в том числе производство предметов роскоши, поставляемых двору Оранских в Гааге. С конца XVI века город выдвигается выделкой фаянсовой посуды. В то же время рассматриваемый исследователями период бытования делфтской школы (1650—1675, третья четверть века) уже был временем упадка для города всех отраслей ремесел и промышленности, кроме производства фаянса.

### Художники Делфта

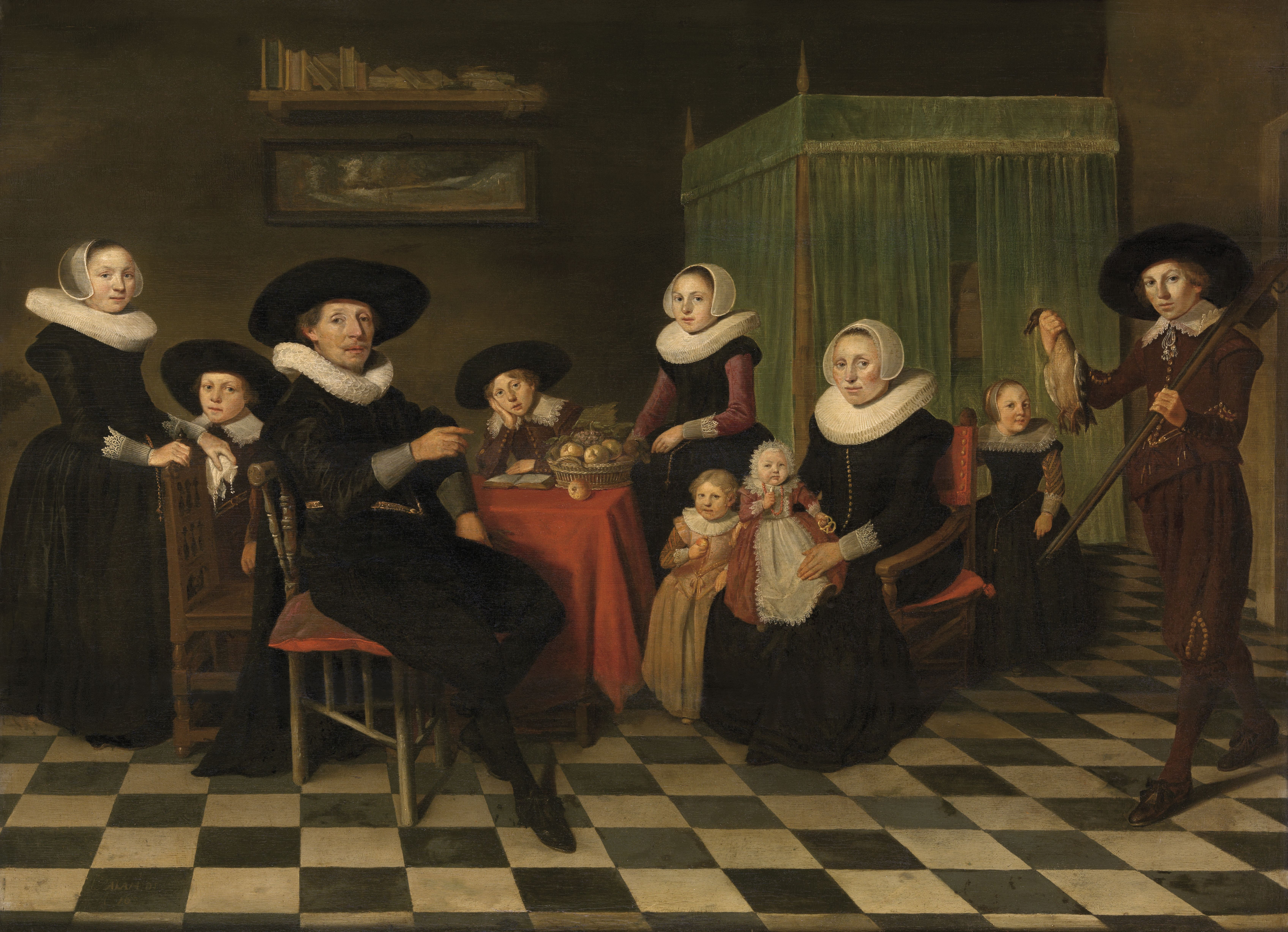
А. Паламедес. Семейный портрет. 1635. Дерево, масло. Королевский музей изящных искусств, Антверпен

Общий подъём экономики сказался и на уровне культуры, прежде всего живописи. В город приезжали молодые художники из различных частей Голландии и оставались здесь на продолжительное время жить и работать. Исток делфтской школы — живопись Северного Возрождения, прежде всего Нидерландов XV века, находившихся под властью Бургундского дома (Робер Кампен, Ян ван Эйк, Рогир ван дер Вейден). Утончённая живопись с её почти фотографическим реализмом, рассчитанным на неспешное и углублённое рассматривание, тихими статичными сценами частной жизни в городских интерьерах и улицах.
Художники, причисляемые к Делфтской школе, работали в области жанровой живописи, изображая различные бытовые и интерьерные сцены: картины домашней жизни, виды домов, церковных интерьеров, дворов, площадей и улиц этого города. Для большей точности художники использовали камеру-обскуру. Такие живописцы, как Карел Фабрициус и Николас Мас, считаются основоположниками этой локализованной художественной группы. Их традиции были продолжены Питером де Хохом, Эмманюэлем де Витте, а также Яном Вермеером — самым известным в современную эпоху из представителей художников этого круга. В своей основе творчество указанных мастеров базировалось на наследии художников старшего поколения, творивших в Делфте в 1620—1640-х годах, которые, в свою очередь, развивали общие традиции голландской реалистической школы. К предшественникам художников Делфтской школы относят: Виллема ван Влита, Кристиана ван Каувенберга, Леонарда Брамера, Питера Корнелис ван Рейка, Корнелиса Якоба Делфта, Виллема ван Одекеркена. По мнению искусствоведа Анны Дмитриевой, эти художники внесли значительный вклад в развитие традиции бытовой живописи Делфта, но определяющую роль в этом становлении сыграло творчество Антони Паламедеса и Якоба ван Велзена — пионеров «интерьерного» жанра Делфта. Она приходит к выводу, что в первой половине XVII века делфтская школа ещё находилась в стадии своего формирования, но при этом интерес к проблемам перспективы, так же как и сюжетно-тематическая общность, выделяет делфтских мастеров этого периода среди других художников — их современников
Т. П. Каптерева, рассматривая Делфтскую школу, включает в круг её представителей Питера де Хоха, Питера Янссенса Элингу, Эсайаса Бурсе, Хендрика ван дер Борхта, Якобуса Врела, Корнелиса де Мана и Яна Верколье. При этом исследователь разделяет понятия «делфтская живопись» и «делфтская школа живописи», понимая под последним также творчество тех мастеров, кто не жил в городе, но работал в духе, присущем художникам Делфта, используя характерные для них стилистику и приёмы и разрабатывая схожие темы. В свете такого подхода не всё наследие некоторых художников (например, работы де Хоха, написанные в Амстердаме, ранние работы Эмманюэла де Витте и другие) относится к «делфтской школе живописи».
Одним из первых значимых художников, стоявших у начала школы, был придворный мастер принца Оранского Михил ван Миревелт, работавший в Гааге и Делфте. Его многофигурные композиции отмечал в своей «Книге о художниках» Карел ван Мандер, сожалея, что Миревелт вынужден писать множество портретов на заказ. Обыкновенно портреты Миревелта представляют модель в поясном или погрудном срезе, вполоборота. Фон нейтральный, много внимания художник уделял передаче черт портретируемого и его костюму; вместе с тем он не погружался во внутренний мир человека. Его суховатые работы, полностью отвечавшие ожиданиям клиентов, полны, по словам искусствоведа Уолтера Лидтке, «благородной сдержанности». Ученики Миревелта — Виллем ван дер Влит и Антони Паламедес — привнесли бо́льшую раскованность модели, помогающую раскрыть образ, занимались проблемой световых эффектов и построения глубины пространства. Паламедес, кроме собственно портретов, писал жанровые сцены и групповые портреты в интерьерах. Ван дер Влит кроме жанра писал также, подобно де Витте, виды церквей и аллегорические сцены и картины на библейские сюжеты. Его живопись несет отчётливые признаки караваджизма, хотя и менее натуралистичного в сравнении с его основоположником.
В картинах Паламедеса, Велзена, Брамера, Каувенберга, Влита и других рассмотренных художников на передний план выходят проблемы световоздушной среды, трактовки интерьера, построения пространства, которые подготовили разработку задач, реализованных Яном Вермеером и Питером де Хохом в 1650–1660-х гг., в период наивысшего расцвета делфтского бытового жанра.

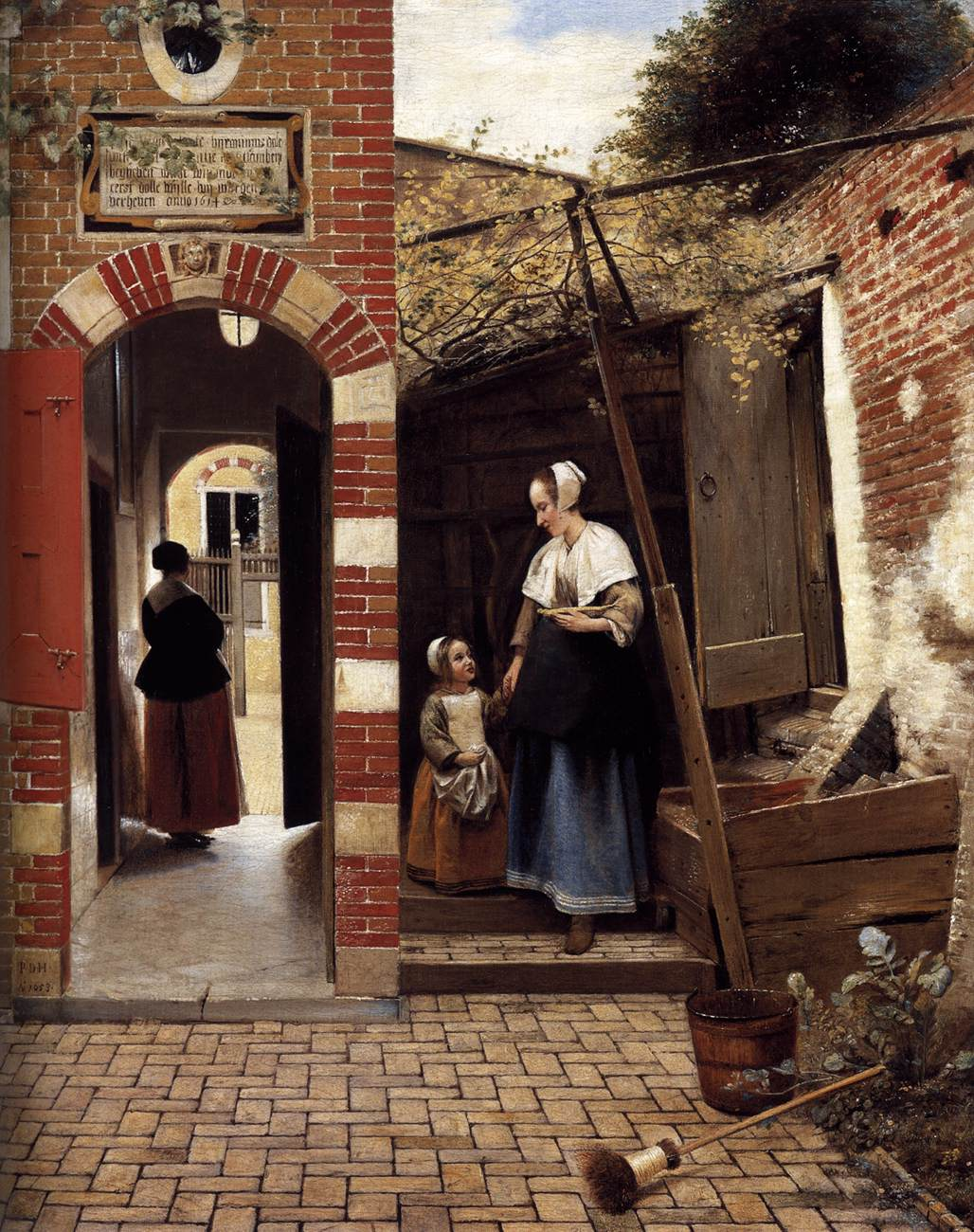
Питер де Хох. Дворик в Делфте. 1658. Холст, масло. Национальная галерея, Лондон

Влияние мастеров Делфтской школы испытали значительное число других живописцев, творивших в Голландии во второй половине XVII века, что выражалось в подражании их художественной манере (выбор сюжетов, вопросы композиции, перспективы и пространства). Особенно много художников подпало под влияние творчества Питера де Хоха, творившего в Делфте в 1654—1661 годах, а после отъезда оттуда продолжившего работать в Амстердаме. Он получил известность как мастер картин на повседневные, бытовые темы, представленные в домашних интерьерах или в прославивших его имя обстановке городских дворов.

### Жанры
С получением независимости Семью провинциями связан рост национального сознания. Ставшие состоятельными в ходе экономического подъема торговцы и ремесленники сохранили вкусы простых бюргеров. Успехом пользовались «низкие жанры», отражавшие реальный мир, окружавший их: сцены из повседневной жизни горожан и крестьян, незамысловатые натюрморты, иллюстрации к анекдотам. К середине XVII века, когда на сцену вышло следующее поколение, получившее, благодаря своим родителям, образование в том числе за границей, приоритет сместился в сторону жанров, которые академисты считали «высокими» — исторической картине, мифологии, библейской истории.
Помимо жанров, которые наиболее характерны для группы художников Делфта, в городе продолжали создавать натюрморты, исторические картины, заказные портреты, декоративные предметы искусства, что отражает более общие тенденции в голландском искусстве того времени.